# 马口鱼属
马口鱼属（学名：Opsariichthys）为鲴科的一个属。

## 下属物种
本属包括以下物种：
- 越南馬口魚 Opsariichthys bea Nguyen, 1987：又稱越南馬口鱲。
- 馬口魚 Opsariichthys bidens：又稱馬口鱲。
- 奠邊馬口魚 Opsariichthys dienbienensis：又稱奠邊馬口鱲。
- 阮氏馬口魚 Opsariichthys duchuunguyeni：又稱阮氏馬口鱲。
- 長鰭馬口魚 Opsariichthys evolans ：又稱長鰭馬口鱲。
- 海南馬口魚 Opsariichthys hainanensis：又稱海南馬口鱲。
- 希氏馬口魚 Opsariichthys hieni：又稱希氏馬口鱲。
- 高屏馬口魚 Opsariichthys kaopingensis ：又稱高屏馬口鱲。
- 大鱗馬口魚 Opsariichthys macrolepis：又稱大鱗馬口鱲。
- 小馬口魚 Opsariichthys minutus：又稱小馬口鱲。
- 粗首馬口魚 Opsariichthys pachycephalus：又稱台灣鱲、粗首馬口鱲。
- 松河馬口魚 Opsariichthys songmaensis：又稱松河馬口鱲。
- 真馬口魚 Opsariichthys uncirostris：又稱真馬口鱲。